# Голкохвіст анапайський
Голкохвіст анапайський (Chaetura spinicaudus) — вид птахів родини серпокрильцевих (Apodidae). 

## Поширення
Вид поширюється від південної та східної Коста-Рики до Колумбії, Еквадору, Венесуели, Гвіани, Тринідаду та північно-східної Бразилії. На більшій частині ареалу мешкає на узліссях низинних вічнозелених лісів і вторинних лісів. В Амазонії він також трапляється у високогірних лісах і на вирубаних територіях, а на півночі Венесуели мешкає лише на відкритих територіях.

## Підвиди
- Chaetura spinicaudus aetherodroma Wetmore, 1951
- Chaetura spinicaudus spinicaudus (Temminck, 1839)

## Опис
Птах завдовжки від 10,5 до 12,6 см і вагою від 13,8 до 18,5 г. Він має виступаючу голову, короткий квадратний хвіст і крила, які випирають посередині та дещо зачеплені на кінцях. Статі однакові. Дорослі особини номінального підвиду мають чорно-коричневий верх з білою смугою на крупі. Їхня нижня частина тіла темна з трохи світлішим горлом. Молоді особини мають білі кінчики деяких пір’я крил. Підвид C. s. aetherodroma менший за номінальну форму; його огузок сіріший, а горло блідіше.